# Ephedra dawuensis
Ephedra dawuensis là một loài thực vật hạt trần trong họ Ephedraceae. Loài này được Y.Yang mô tả khoa học đầu tiên năm 2005.